# Crocidura rapax
Crocidura rapax es una especie de musaraña (mamífero placentario de la familia Soricidae).

## Distribución geográfica
Vive en China (Guangxi, Guizhou, Hainan, Hunan, Sichuan, Yunnan), India y Taiwán.